# Патријарашке парохије у Финској
Патријарашке парохије у Финској (рус. Патриаршие приходы в Финляндии) органски су дио Руске православне цркве. Обједињене су у Финско намјесништво (благочиније).
Надлежни архијереј је патријарх московски Кирил, а сједиште се налази у Хелсинкију.

## Историја
Година 1920-их аутономна Финска православна црква је прешла под јурисдикцију Цариградске патријаршије без сагласности патријарха Тихона. Уведена је западна пасхалија (рачунање датума Васкрса), антиканонски је смијењен архиепископ фински и виборшки Серафим) и појавио се филетизам. Као реакција на све то основано је неколико православних црквених општина које су дошле под окриље Руске православне цркве. Године 1945. званично је основано Финско намјесништво Московског патријархата.
Након што је 1957. обновљено евхаристијско општење Руске и Финске православне цркве, наредне године намјесништво је преобразовано у Финско намјесништво Патријарашких парохија Руске православне цркве (рус. Финляндское благочиние Патриарших приходов Русской Православной Церкви).